# Palo Seco (Trinidad y Tobago)
Palo Seco es una localidad de Trinidad y Tobago, que forma parte de la región de Siparia.

## Geografía
La localidad abarca parte de la isla Trinidad y limita al norte con Bennet Village, al sur con Lorensotte, Beach Camp y el canal de Colón, al este con Los Bajos y Santa Flora y al oeste con Los Charos, Rancho Quemado y Lorensotte.

## Demografía
Datos demográficos de la localidad de Palo Seco:
| Gráfica de evolución demográfica de Palo Seco entre 2000 y 2011 |
|                                                                 |